# Uruguayaans voetbalelftal in 2006
Het Uruguayaans voetbalelftal speelde in totaal tien interlands in het jaar 2006. Alle duels betroffen vriendschappelijke duels, nadat de ploeg plaatsing was misgelopen voor het WK voetbal 2006 in Duitsland. Uruguay verloor in de play-offs van Australië na strafschoppen. Bondscoach Jorge Fossati vertrok na de uitschakeling. Gustavo Ferrín nam de honneurs waar in Uruguay's eerste duel (tegen Engeland), waarna Oscar Tabárez werd aangesteld als de definitieve vervanger van Fossati. Op de FIFA-wereldranglijst zakte Uruguay in 2006 van de 18de (januari 2006) naar de 29ste plaats (december 2006).

## Interlands
|                                           |                                 |       |                |                                                                                   |
| 1 maart Vriendschappelijk № 726 20:05 uur | Engeland                        | 2 – 1 | Uruguay        | Anfield Road, Liverpool Toeschouwers: 40.013 Scheidsrechter: Stefano Farina (ITA) |
| 1 maart Vriendschappelijk № 726 20:05 uur | Peter Crouch 75' Joe Cole 90+3' |       | 26' Omar Pouso | Anfield Road, Liverpool Toeschouwers: 40.013 Scheidsrechter: Stefano Farina (ITA) |

|                                          |                       |       |               |                                                                                         |
| 21 mei Vriendschappelijk № 727 19:00 uur | Uruguay               | 1 – 0 | Noord-Ierland | New York Giants Stadium, New Jersey Toeschouwers: 4.152 Scheidsrechter: Alex Prus (USA) |
| 21 mei Vriendschappelijk № 727 19:00 uur | Fabián Estoyanoff 33' |       |               | New York Giants Stadium, New Jersey Toeschouwers: 4.152 Scheidsrechter: Alex Prus (USA) |

|                                          |                                       |       |          |                                                                                      |
| 24 mei Vriendschappelijk № 728 20:00 uur | Uruguay                               | 2 – 0 | Roemenië | Memorial Coliseum, Los Angeles Toeschouwers: 4.152 Scheidsrechter: Kevin Stott (USA) |
| 24 mei Vriendschappelijk № 728 20:00 uur | Gonzalo Vargas 46' Gonzalo Vargas 59' |       |          | Memorial Coliseum, Los Angeles Toeschouwers: 4.152 Scheidsrechter: Kevin Stott (USA) |

|                                          |                      |       |                 |                                                                                         |
| 27 mei Vriendschappelijk № 729 19:15 uur | Servië en Montenegro | 1 – 1 | Uruguay         | Stadion FK Crvena Zvezda, Belgrado Toeschouwers: 35.000 Scheidsrechter: Drago Kos (SLO) |
| 27 mei Vriendschappelijk № 729 19:15 uur | Dejan Stanković 17'  |       | 82' Diego Godín | Stadion FK Crvena Zvezda, Belgrado Toeschouwers: 35.000 Scheidsrechter: Drago Kos (SLO) |

|                               |                    |       |                                         |                                                                                |
| 31 mei LG Cup № 730 17:00 uur | Libië              | 1 – 2 | Uruguay                                 | Stade 7 Novembre, Radès Toeschouwers: 5.000 Scheidsrechter: Atef Yacoubi (TUN) |
| 31 mei LG Cup № 730 17:00 uur | Tareq El Tayeb 62' |       | 16' Nicolás Vigneri 35' Sebastián Abreu | Stade 7 Novembre, Radès Toeschouwers: 5.000 Scheidsrechter: Atef Yacoubi (TUN) |

|                               |                                                         |       |                                                                      |                                                                                       |
| 2 juni LG Cup № 731 19:30 uur | Tunesië                                                 | 0 – 0 | Uruguay                                                              | Stade 7 Novembre, Radès Toeschouwers: 25.000 Scheidsrechter: Nasser Abbes Kabil (EGY) |
| 2 juni LG Cup № 731 19:30 uur |                                                         |       |                                                                      | Stade 7 Novembre, Radès Toeschouwers: 25.000 Scheidsrechter: Nasser Abbes Kabil (EGY) |
| 2 juni LG Cup № 731 19:30 uur | Strafschoppen                                           |       |                                                                      | Stade 7 Novembre, Radès Toeschouwers: 25.000 Scheidsrechter: Nasser Abbes Kabil (EGY) |
| 2 juni LG Cup № 731 19:30 uur | Jawhar Mnari Kaiès Ghodhbane Riadh Bouzizi Medhi Meryah | 1 – 3 | Andrés Scotti Nicolás Olivera Fabián Estoyanoff Guillermo Giacomazzi | Stade 7 Novembre, Radès Toeschouwers: 25.000 Scheidsrechter: Nasser Abbes Kabil (EGY) |

|                                               |        |                                                 |         |                                                                                           |
| 16 augustus Vriendschappelijk № 732 19:30 uur | Egypte | 0 – 2                                           | Uruguay | Alexandria Stadion, Alexandria Toeschouwers: 10.000 Scheidsrechter: Mohamed Benouza (ALG) |
| 16 augustus Vriendschappelijk № 732 19:30 uur |        | 67' Diego Godín 83' (e.d.) Abdel Zaher El Saqqa |         | Alexandria Stadion, Alexandria Toeschouwers: 10.000 Scheidsrechter: Mohamed Benouza (ALG) |

|                                                |                      |       |         | |
| 27 september Vriendschappelijk № 733 21:00 uur | Venezuela            | 1 – 0 | Uruguay | Estadio José Encarnación Romero, Maracaibo Toeschouwers: 17.000 Scheidsrechter: Jorge Manzur (VEN) |
| 27 september Vriendschappelijk № 733 21:00 uur | Daniel Arismendi 54' |       |         | Estadio José Encarnación Romero, Maracaibo Toeschouwers: 17.000 Scheidsrechter: Jorge Manzur (VEN) |

|                                              |                                                                           |       |           |                                                                                          |
| 18 oktober Vriendschappelijk № 734 21:00 uur | Uruguay                                                                   | 4 – 0 | Venezuela | Estadio Centenario, Montevideo Toeschouwers: 7.000 Scheidsrechter: Roberto Silvera (URU) |
| 18 oktober Vriendschappelijk № 734 21:00 uur | Vicente Sánchez 12' Diego Godín 14' Sebastián Abreu 51' Sergio Blanco 88' |       |           | Estadio Centenario, Montevideo Toeschouwers: 7.000 Scheidsrechter: Roberto Silvera (URU) |

|                                               |                                                    |       |         |                                                                                             |
| 15 november Vriendschappelijk № 735 18:00 uur | Georgië                                            | 2 – 0 | Uruguay | Boris Paitsjadzestadion, Tbilisi Toeschouwers: 12.000 Scheidsrechter: Vitaly Godulyan (UKR) |
| 15 november Vriendschappelijk № 735 18:00 uur | Levan Kobiasjvili 40' (pen.) Levan Kobiasjvili 61' |       |         | Boris Paitsjadzestadion, Tbilisi Toeschouwers: 12.000 Scheidsrechter: Vitaly Godulyan (UKR) |

## FIFA-wereldranglijst
| JAN | FEB | MAR | APR | MEI | JUN | JUL | AUG | SEP | OKT | NOV | DEC |
| --- | --- | --- | --- | --- | --- | --- | --- | --- | --- | --- | --- |
| 18  | 21  | 23  | 22  | 22  | 22  | 14  | 14  | 15  | 17  | 29  | 29  |

## Statistieken
| Fabián Carini        | 1979-12-26 | Inter Milaan           | 10 | 0 | 0 | 55 | 0  |
| Sebastián Viera      | 1983-03-07 | Villarreal CF          | 0  | 1 | 0 | 11 | 0  |
| Verdediging          |            |                        |    |   |   |    |    |
| Diego Godín          | 1986-02-16 | Club Nacional          | 9  | 0 | 3 | 10 | 3  |
| Andrés Scotti        | 1975-12-14 | Argentinos Juniors     | 7  | 0 | 0 |    |    |
| Carlos Valdez        | 1983-05-02 | Treviso FBC            | 5  | 2 | 0 | 7  | 0  |
| Maximiliano Pereira  | 1984-06-08 | Defensor Sporting Club | 4  | 3 | 0 | 8  | 0  |
| Pablo Lima           | 1981-03-26 | Danubio FC             | 2  | 1 | 0 | 13 | 1  |
| Gastón Filgueira     | 1986-01-08 | Arsenal Sarandí        | 2  | 0 | 0 |    |    |
| Jorge Fucile         | 1984-11-19 | FC Porto               | 2  | 0 | 0 |    |    |
| Diego Lugano         | 1980-11-02 | Fenerbahçe SK          | 2  | 0 | 0 | 11 | 0  |
| Darío Rodríguez      | 1974-09-17 | Schalke 04             | 2  | 0 | 0 | 42 | 3  |
| Mauricio Victorino   | 1982-10-11 | CD Veracruz            | 2  | 0 | 0 |    |    |
| Carlos Diogo         | 1983-07-18 | Real Zaragoza          | 1  | 2 | 0 | 18 | 0  |
| Ignacio Ithurralde   | 1983-05-30 | Defensor Sporting Club | 1  | 0 | 0 |    |    |
| Jorge García         | 1986-08-19 | Danubio FC             | 0  | 1 | 0 |    |    |
| Middenveld           |            |                        |    |   |   |    |    |
| Guillermo Giacomazzi | 1977-11-21 | US Palermo             | 7  | 0 | 0 |    |    |
| Fabián Estoyanoff    | 1982-09-27 | Deportivo La Coruña    | 6  | 1 | 1 | 27 | 4  |
| Omar Pouso           | 1980-02-28 | Charlton Athletic      | 4  | 2 | 1 | 14 | 1  |
| Walter Gargano       | 1984-07-27 | Danubio FC             | 3  | 1 | 0 |    |    |
| Ignacio González     | 1982-05-14 | Danubio FC             | 3  | 1 | 0 |    |    |
| Pablo García         | 1977-05-11 | Celta de Vigo          | 3  | 0 | 0 | 55 | 1  |
| Walter López         | 1985-10-15 | CD Xerez               | 3  | 0 | 0 |    |    |
| Diego Pérez          | 1980-05-18 | AS Monaco              | 3  | 0 | 0 | 25 | 0  |
| Gonzalo Lemes        | 1980-05-28 | Peñarol                | 2  | 0 | 0 |    |    |
| Mario Regueiro       | 1978-09-14 | Valencia CF            | 2  | 0 | 0 | 28 | 1  |
| Gustavo Varela       | 1978-05-14 | Schalke 04             | 2  | 0 | 0 | 24 | 0  |
| Álvaro González      | 1984-10-29 | Defensor Sporting Club | 1  | 2 | 0 |    |    |
| Fabián Canobbio      | 1980-03-08 | Celta de Vigo          | 1  | 1 | 0 |    |    |
| Juan Surraco         | 1987-08-14 | Udinese Calcio         | 0  | 2 | 0 |    |    |
| Egidio Arévalo       | 1982-01-01 | Peñarol                | 0  | 1 | 0 | 1  | 0  |
| Gonzalo Castro       | 1984-09-14 | Club Nacional          | 0  | 1 | 0 |    |    |
| Carlos Grossmüller   | 1983-05-04 | Danubio FC             | 0  | 1 | 0 |    |    |
| Jorge Martínez       | 1983-04-05 | Club Nacional          | 0  | 1 | 0 |    |    |
| Aanval               |            |                        |    |   |   |    |    |
| Sebastián Abreu      | 1976-10-17 | Club San Luis          | 6  | 1 | 2 | 26 | 14 |
| Gonzalo Vargas       | 1981-09-22 | AS Monaco              | 5  | 1 | 2 |    |    |
| Diego Forlán         | 1979-05-19 | Villarreal CF          | 3  | 0 | 0 | 35 | 11 |
| Nicolás Vigneri      | 1983-07-06 | Peñarol                | 2  | 1 | 1 |    |    |
| Nicolás Olivera      | 1978-05-30 | Atlas Guadalajara      | 2  | 1 | 0 |    |    |
| Sergio Blanco        | 1981-11-25 | Montevideo Wanderers   | 1  | 1 | 1 |    |    |
| Mauro Vila           | 1986-02-25 | Defensor Sporting Club | 1  | 1 | 0 |    |    |
| Vicente Sánchez      | 1979-12-07 | Club Toluca            | 1  | 0 | 1 | 17 | 3  |
| Diego Vera           | 1985-01-05 | Club Nacional          | 0  | 2 | 0 |    |    |
| Sebastián Fernández  | 1985-05-23 | Defensor Sporting Club | 0  | 1 | 0 | 1  | 0  |
| Alexander Medina     | 1978-08-08 | Cádiz CF               | 0  | 1 | 0 | 1  | 0  |

AUF · A-internationals · Selecties · Bondscoaches · Uruguayaans vrouwenelftal · Olympisch elftal · Uruguay U21 · Uruguay U20 · Uruguay U19 · Uruguay U18 · Uruguay U17
1900 – 1909 ·
1910 – 1919 ·
1920 – 1929 ·
1930 – 1939 ·
1940 – 1949 ·
1950 – 1959 ·
1960 – 1969 ·
1970 – 1979 ·
1980 – 1989 ·
1990 – 1999 ·
2000 – 2009 ·
2010 – 2019 ·
2020 – 2029
WK 1930 · 
WK 1950 · 
WK 1954 · 
WK 1962 · 
WK 1966 · 
WK 1970 ·
WK 1974 · 
WK 1986 · 
WK 1990 · 
WK 2002 · 
WK 2010 · 
WK 2014 · 
WK 2018
OS 1924 · 
OS 1928 ·
OS 2012
1902 · 
1903 · 
1904 · 
1905 · 
1906 · 
1907 · 
1908 · 
1909 ·
1910 · 
1911 · 
1912 · 
1913 · 
1914 · 
1915 · 
1916 · 
1917 · 
1918 · 
1919 ·
1920 · 
1921 · 
1922 · 
1923 · 
1924 · 
1925 · 
1926 · 
1927 · 
1928 · 
1929 ·
1930 · 
1931 · 
1932 · 
1933 · 
1934 · 
1935 · 
1936 · 
1937 · 
1938 · 
1939 ·
1940 · 
1941 · 
1942 · 
1943 · 
1944 · 
1945 · 
1946 · 
1947 · 
1948 · 
1949 ·
1950 · 
1951 · 
1952 · 
1953 · 
1954 · 
1955 · 
1956 · 
1957 · 
1958 · 
1959 ·
1960 · 
1961 · 
1962 · 
1963 · 
1964 · 
1965 · 
1966 · 
1967 · 
1968 · 
1969 ·
1970 · 
1971 · 
1972 · 
1973 · 
1974 · 
1975 · 
1976 · 
1977 · 
1978 · 
1979 ·
1980 · 
1981 · 
1982 · 
1983 · 
1984 · 
1985 · 
1986 · 
1987 · 
1988 · 
1989 ·
1990 ·
1991 · 
1992 · 
1993 · 
1994 · 
1995 · 
1996 · 
1997 · 
1998 · 
1999 · 
2000 · 
2001 · 
2002 · 
2003 · 
2004 · 
2005 · 
2006 · 
2007 · 
2008 · 
2009 · 
2010 · 
2011 · 
2012 · 
2013 · 
2014 · 
2015 · 
2016 ·
2017 ·
2018 ·
2019 ·
2020 ·
2021 ·
2022 ·
2023 ·
2024
Algerije ·
Angola ·
Argentinië ·
Australië ·
België ·
Bolivia ·
Brazilië ·
Bulgarije ·
Canada ·
Chili ·
China ·
Colombia ·
Costa Rica ·
Cuba ·
DDR ·
Denemarken ·
Duitsland ·
Ecuador ·
Egypte ·
Engeland ·
Estland ·
 Finland ·
Frankrijk ·
Georgië ·
Ghana ·
Guatemala ·
Haïti ·
Honduras ·
Hongarije ·
Ierland ·
India ·
Indonesië ·
Irak ·
Iran ·
Israël ·
Italië ·
Ivoorkust ·
Jamaica ·
Japan ·
Joegoslavië ·
Jordanië ·
Libië ·
Luxemburg ·
Maleisië ·
Mexico ·
Marokko ·
Nederland ·
Nicaragua ·
Nieuw-Zeeland ·
Nigeria ·
Noord-Ierland ·
Noorwegen ·
Oekraïne ·
Oezbekistan ·
Oman ·
Oostenrijk ·
Panama ·
Paraguay ·
Peru ·
Polen ·
Portugal ·
Roemenië ·
Rusland ·
Saarland ·
Saoedi-Arabië ·
Schotland ·
Senegal ·
Servië & Montenegro ·
Singapore ·
Slovenië ·
Sovjet-Unie ·
Spanje ·
Tahiti ·
Thailand ·
Trinidad en Tobago · 
Tsjechië ·
Tsjecho-Slowakije ·
Tunesië · 
Turkije ·
Venezuela ·
Verenigde Arabische Emiraten ·
Verenigde Staten ·
Wales ·
Zuid-Afrika ·
Zuid-Korea ·
Zweden ·
Zwitserland
Argentinië (1986) ·
België (1990) ·
Brazilië (1950) · 
Colombia (2014) ·
Costa Rica (2014) ·
Denemarken (1986) ·
Denemarken (2002) ·
Duitsland (2010) ·
Egypte (2018) ·
Engeland (2014) ·
Frankrijk (2002) ·
Frankrijk (2010) ·
Frankrijk (2018) ·
Ghana (2010) ·
Italië (1990) ·
Italië (2014) ·
Mexico (2010) ·
Nederland (1974) ·
Nederland (2010) ·
Portugal (2018) ·
Rusland (2018) ·
Saoedi-Arabië (2018) ·
Schotland (1986) ·
Senegal (2002) ·
Spanje (1990) ·
West-Duitsland (1986) ·
Zuid-Afrika (2010) ·
Zuid-Korea (1990) ·
Zuid-Korea (2010)